# Giorgio Di Vita
Giorgio Di Vita (Roma, 18 maggio 1955) è uno scrittore e illustratore italiano.
Vive e lavora a Roma. Diplomato presso il Primo liceo artistico di Roma, si è laureato in Lettere con una tesi in storia dell'arte olandese. 
Ha collaborato come redattore, illustratore e disegnatore di fumetti per le principali case editrici italiane. Il suo esordio avviene nel 1974 presso l'Ok studio di Roma dove disegna fumetti ispirati a personaggi salgariani. 
Nei primi anni ottanta è tra gli ideatori di una delle prime scuole di fumetto di Roma, alla quale lavora in veste di insegnante fino al 1983. Tra gli anni ottanta e gli anni novanta collabora anche con il settimanale Più edito dalla Domus, con la Comic Art, Egmont, Panini, De Agostini e altre case editrici. 
Nel 1993, dopo avere disegnato per il settimanale Tiramolla edito dalla Fratelli Vallardi, incontra Giovan Battista Carpi con cui instaura un rapporto di amicizia e di apprendistato. Nello stesso anno, grazie ai consigli del maestro, entra nel gruppo dei disneyani come disegnatore e sceneggiatore. 
In questi anni continua anche a dedicarsi alla storia dell'arte, ideando una collana di arte per ragazzi "Pictura" (Città Nuova - I Colori del Mondo) e scrivendo racconti su Rembrandt, De Chirico e Diego Velázquez.
Nell'estate 2005 è in vetta alle classifiche dei libri di “varia” più venduti con Topomania (Piemme editore). 
Tra il 2008 e il 2009 dirige l'area ragazzi della Play Press.
Nel marzo 2010 pubblica il suo romanzo d'esordio Il bambino delle ombre, Giunti Editore, finalista al Premio Gigante delle Langhe 2010, menzione speciale della giuria del Premio Cento 2011, premio Mariele Ventre 2011, premio Laura Orvieto 2011.
Nel maggio 2010 pubblica "Non con un lamento. Peppino Impastato, vertigini di memorie", finalista al Premio Torre dell'orologio 2010.